# Galan Ridge
Galan Ridge ist ein markanter Gebirgskamm an der Lassiter-Küste des Palmerlands auf der Antarktischen Halbinsel. Er bildet den Nordostwall der Dana Mountains.
Der United States Geological Survey kartierte ihn anhand eigener Vermessungen und Luftaufnahmen der United States Navy aus den Jahren zwischen 1961 und 1967. Das Advisory Committee on Antarctic Names benannte ihn 1968 nach Michael P. Galan (* 1946), ein Mitglied der Überwinterungsmannschaft auf der McMurdo-Station im Jahr 1967 und Teilnehmer an der dritten Durchquerung des Königin-Maud-Lands zum geografischen Südpol zwischen 1967 und 1968.